# دانيال هويلجارد
دانيال هويلجارد (بالنرويجية: Daniel Hoelgaard)‏ (و. 1993  م) هو راكب دراجة هوائية نرويجي، ولد في ستافانغر.

## روابط خارجية
- دانيال هويلجارد على موقع الاتحاد الدولي للدراجات (الإنجليزية)
- دانيال هويلجارد على موقع أرشيف الدراجات (الإنجليزية)
- دانيال هويلجارد على موقع إحصائيات الدراجات الإحترافية (الإنجليزية)
- دانيال هويلجارد على موقع نسبة الدراجات (الإنجليزية)
- دانيال هويلجارد على موقع CycleBase (الإنجليزية)